# Benedetta Broggi
Pour les articles homonymes, voir Broggi.
Benedetta Broggi, née le 16 août 1992 à Novare, est une coureuse de fond italienne spécialisée en skyrunning. Elle a remporté le titre de championne d'Europe de skyrunning dans la discipline.

## Biographie
Benedetta Broggi pratique la randonnée en montagne avec ses parents dès son enfance. Lors de ses études, elle fait ses débuts en course à pied durant son année d'échange avec le programme Erasmus. Pratiquant d'abord l'athlétisme de manière traditionnelle, elle découvre la discipline de course en montagne qui lui permet de combiner ses deux passions. En 2023, elle rejoint le club Sport Project VCO et se spécialise dans la discipline technique du skyrunning.
Le 18 mars 2023, elle s'élance sur le Luse SkySnow Vertical qui accueille pour la première fois l'épreuve de SkySnow Vertical des championnats d'Italie de skyrunning. Elle réalise une solide course pour s'imposer et remporte son premier titre national de skyrunning. Le 2 septembre, elle crée la surprise en s'imposant sur le Valgerola Vertical devant la favorite Camilla Magliano. Elle remporte ainsi le titre de championne d'Italie de skyrunning dans la spécialité du kilomètre vertical.
Le 6 septembre 2024, elle participe à l'épreuve du kilomètre vertical aux championnats du monde de skyrunning à Ágreda. Elle court dans le groupe de tête mais finit par laisser filer ses rivales Naiara Irigoyen et Paola Stampanoni. Elle s'assure alors de la médaille de bronze.
En mars 2025, elle prend part aux championnats d'Europe de SkySnow à Tarvisio. Sur l'épreuve verticale, elle court aux avant-postes et parvient à battre sa compatriote Corinna Ghirardi de onze secondes pour remporter le titre. Le lendemain, elle réalise une solide course pour remporter l'épreuve classique devant la Portugaise Joana Soares. Grâce à ses deux victoires, elle remporte de plus l'or au combiné. Le 3 juillet, elle s'élance au départ de l'épreuve du kilomètre vertical lors des championnats d'Europe de skyrunning à Aprica. Elle s'élance parmi les favorites et domine la course de bout en bout. Elle s'impose en 42 min 0 s avec près d'une minute d'avance sur la Suissesse Paola Stampanoni. Elle remporte de plus la médaille d'argent du combiné.

## Palmarès
| no  | féminin            | Course                                                   | Longueur | Départ           | Temps           |
| --- | ------------------ | -------------------------------------------------------- | -------- | ---------------- | --------------- |
| 12e | Médaille d'or      | Luse SkySnow Vertical                                    | 3,5 km   | 18 mars 2023     | 31 min 28 s     |
| 25e | 5e                 | Championnats d'Europe de skyrunning - Kilomètre vertical | 3,9 km   | 14 juillet 2023  | 45 min 53 s     |
| 21e | Médaille d'or      | Valgerola Vertical                                       | 5,5 km   | 2 septembre 2023 | 57 min 35 s     |
| 55e | Médaille de bronze | Championnats du monde de skyrunning - Kilomètre vertical | 4,8 km   | 6 septembre 2024 | 50 min 43 s     |
| 35e | Médaille de bronze | Bellagio Skyrace                                         | 28,7 km  | 27 octobre 2024  | 2 h 37 min 50 s |
| 18e | Médaille d'argent  | Gressoney Weiss Runner                                   | 10,0 km  | 3 février 2024   | 1 h 0 min 58 s  |
| 14e | Médaille d'or      | Weiss Runner Vertical                                    | 3,0 km   | 1er février 2025 | 31 min 8 s      |
| 16e | Médaille d'or      | Championnats d'Europe de SkySnow - Vertical              | 3,6 km   | 14 mars 2025     | 42 min 1 s      |
| 30e | Médaille d'or      | Championnats d'Europe de SkySnow - Classic               | 15,0 km  | 15 mars 2025     | 1 h 12 min 42 s |
| 25e | Médaille d'or      | Championnats d'Europe de skyrunning - Kilomètre vertical | 4,32 km  | 3 juillet 2025   | 42 min 0 s      |
| 39e | 5e                 | Championnats d'Europe de skyrunning - SkyRace            | 22,7 km  | 5 juillet 2025   | 2 h 35 min 53 s |
| 27e | Médaille d'argent  | Piz Tri Vertical                                         | 3,5 km   | 2 août 2025      | 41 min 36 s     |

## Records
| Épreuve       | Performance     | Date            | Lieu  |
| ------------- | --------------- | --------------- | ----- |
| 5 000 mètres  | 18 min 29 s 91  | 22 juin 2022    | Pavie |
| 10 kilomètres | 36 min 44 s     | 16 février 2025 | Arona |
| Semi-marathon | 1 h 20 min 11 s | 23 mars 2025    | Milan |